# Lightning to the Nations
Lightning to the Nations — дебютный студийный альбом британской хеви-метал-группы Diamond Head. Альбом был записан в 1979, а издан в 1980 году на собственном лейбле Happy Face Records из-за отсутствия интереса со стороны крупных звукозаписывающих компаний. Metal Blade Records выпустили альбом на CD в 1992 году. В 2001 году альбом был переиздан компанией Sanctuary Records. Переиздание включило в себя семь бонусных треков, которые в то время были популярны на синглах. Альбом занял 42 место в списке 100 величайших метал-альбомов по версии Rolling Stone.

## Информация об альбоме
Уникальный звук и качество музыки Diamond Head смогли привлечь внимание многих лейблов во время совместного тура с AC/DC и Iron Maiden. Хотя многие звукозаписывающие компании боролись за контракт с группой, никто из них не был готов посвятить себя ей полностью. И даже то, что на тот момент менеджером группы была мать Шона Харриса (Линда Харрис), не дало группе коммерческого толчка. Таким образом, пока другие группы Новой волны британского хеви-метала подписывали контракты с крупными лейблами и были хедлайнерами на собственных турах, Diamond Head оставались на втором плане. Тогда они и решили выпустить материал на собственном лейбле, Happy Face Records.
Альбом был записан в течение семи дней на студии The Old Smithy Recording Studio в Вустершире, которую группа охарактеризовала, как «мертвую». Альбом вышел в простом конверте для грампластинки. На нём отсутствовало название и список композиций, была только подпись одного из членов группы. Причиной этому стало то, что продюсер группы, Рег Феллоус, владел картонной фабрикой и мог сделать такие упаковки с минимальными денежными затратами. Ещё одна причина записи этого альбома — попытка сложить несколько треков для их последующей отправки в более крупные звукозаписывающие компании в надежде, что те ими заинтересуются. Эта идея пришла от Феллоуса и Линды Харрис (мать Шона Харриса и тур-менеджера группы). Первоначально было выпущено только 1000 копий альбома, которые можно было приобрести только на концертах группы или заказать по почте по цене £3.50. По факту, реклама о возможном заказе альбома по почте появилась только в одном британском журнале Sounds и продержалась четыре недели. Как бы то ни было, группа не заплатила за рекламу, в результате чего выступила ответчиком в суде.
Этот альбом стал одним из самых ценных для коллекционеров. Позже было выпущено ещё 1000 копий альбома, но уже со списком композиций. К сожалению, единственные одна и четверть дюймовые мастер-ленты были потеряны после того, как группа отправила их в немецкую звукозаписывающую компанию Woolfe Records, которые выпустили на своем лейбле (у их версии на лицевой стороне была изображена карта горящего мира). В 2001 году Sanctuary Records переиздали альбом вместе с ранними синглами группы.

## Список композиций
Все тексты и музыка были целиком написаны Шоном Харрисом и Брайаном Татлером
| 1 | Lightning to the Nations | 4:15 |
| 2 | The Prince               | 6:27 |
| 3 | Sucking My Love          | 9:35 |
| 4 | Am I Evil?               | 7:39 |
| 5 | Sweet and Innocent       | 3:13 |
| 6 | It’s Electric            | 3:37 |
| 7 | Helpless                 | 6:52 |

| 8  | Shoot Out the Lights | 4:17 |
| 9  | Streets of Gold      | 3:34 |
| 10 | Waited Too Long      | 3:53 |
| 11 | Play It Loud         | 3:31 |
| 12 | Diamond Lights       | 3:31 |
| 13 | We Won’t Be Back     | 4:18 |
| 14 | I Don’t Got          | 6:52 |

## Участники записи
- Шон Харрис — вокал, ритм-гитара на «Am I Evil?»
- Брайан Татлер — гитара
- Колин Кимберли — бас-гитара
- Дункан Скотт — ударные